# Marco Zwyssig
Marco Zwyssig (St. Gallen, 1971. október 24. –) svájci válogatott labdarúgó.
A svájci válogatott tagjaként részt vett a 2004-es Európa-bajnokságon.

## Sikerei, díjai
St. Gallen
- Svájci bajnok (1): 1999–2000

FC Basel
- Svájci bajnok (2): 2003–04, 2004–05
- Svájci kupa (1): 2002–03